# Hilary Tindall
Hilary Tindall, född 14 augusti 1938 i Manchester, död 5 december 1992 (i cancer) i Selborne i Hampshire, var en brittisk skådespelerska.
Hon är mest ihågkommen för rollen som Anne Hammond i TV-serien Arvingarna 1972–1976, men hon medverkade även i den svenska TV-serien Skeppsredaren (som hade samma författare som Arvingarna).